# شيجيرو موريوكا
شيجيرو موريوكا (森岡 茂) (ولد 12 أغسطس 1973) هو لاعب كرة قدم ياباني، شارك في دورة الألعاب الاولمبية الصيفية عام 1996 في أتلانتا، جورجيا، الولايات المتحدة الأمريكية.

## مسيرته الكروية
لعب شيجيرو موريوكا خلال مسيرته الاحترافية مع 3 أندية في ثلاثة عشر موسمًا وسجل خلالها 22 هدفًا ضمن 210 مباراة. ولم يفز بأي موسم بالكأس وفاز في موسم واحد بالدوري.
خاض شيجيرو موريوكا مسيرته مع نادي غامبا أوساكا في موسم 1993 في المرة الأولى ليلعب معه ستة مواسم ثم في موسم 2002 ليلعب معه أربعة مواسم، مشاركًا طوالها في 177 مباراة سجل خلالها 18 هدفًا. ثم انتقل إلى نادي كيوتو سانغا ما بين عامي 1999 و2000 لمدة موسم واحد، حيث شارك في 15 مباراة سجل خلالها هدفين. لينتقل بعدها إلى نادي فيسيل كوبه في عامي 2000-2002 ولمدة موسمين، مشاركًا في 18 مباراة سجل خلالها هدفين أيضًا.

## روابط خارجية
1. ↑  "Hiroyuki Shirai Biography and Statistics". Sports Reference. مؤرشف من الأصل في 2018-06-24. اطلع عليه بتاريخ 2009-07-24.
2. ↑  "شيجيرو موريوكا". فرق كرة القدم الوطنية. Benjamin Strack-Zimmerman. اطلع عليه بتاريخ 2020-06-26.

- شيجيرو موريوكا على موقع الاتحاد الدولي (مؤرشف)  (الإنجليزية)
- شيجيرو موريوكا على موقع رابطة كرة القدم اليابانية للمحترفين (اليابانية)
- شيجيرو موريوكا على موقع قاعدة بيانات كرة القدم.إي يو (الإنجليزية)
- شيجيرو موريوكا على موقع ناشيونال فوتبول تيمز (الإنجليزية)
- شيجيرو موريوكا على موقع عالم كرة القدم.نت (الإنجليزية)
- شيجيرو موريوكا على موقع أوليمبيديا (الإنجليزية)
- Shigeru Morioka official website